# Nagant
La fabrique d'armes Émile et Léon Nagant (Em & L. Nagant), renommée plus tard L. Nagant & Cie, Liège, est un fabricant d'armes fondé en 1855 à Liège en Belgique par les frères Nagant. Ils sont mondialement connus pour leur contribution à la création de l'arme Mosin-Nagant qui fut très employée en Russie dès 1891.

## Historique

Revolver M1887 version luxe de Gustaf V.

Émile (1830-1902) et Léon (1833-1900) Nagant sont deux frères, fils d'un avocat liégeois. Ils fondent en 1855 à Liège un atelier d'ingénierie de précision. Ils réparent principalement des équipements industriels. Liège étant alors l'un des principaux centres mondiaux pour de production d'armes à feu, ils se retrouvent à réparer des armes à feu endommagées.
En 1867, les frères Nagant rencontrent Samuel et Eliphalet Remington alors qu'ils traversent l'Europe pour vendre leurs fusils Rolling Block et trouver des sous-traitants locaux pour les produire sous licence. Les Remington sont tellement impressionnés par la qualité de la production et la formation des employés qu'ils proposent d'embaucher les frères Nagant comme l'un de leurs sous-traitants. Les frères Nagant acceptent la proposition et produisent 5 000 fusils Rolling Block pour les zouaves pontificaux.
Les frères Nagant ne se contentent pas de reproduire le modèle de Remington, ils l'améliorent. L'une des améliorations est l'adaptation du système de fermeture du Rolling Block à un fusil à double canon. D'abord équipé d'une double gâchette (une pour chaque marteau), puis d'une seule gâchette qui actionnait à son tour les deux marteaux. Ce sont les Remington-Nagant.
En 1888, les autorités russes voulaient améliorer leurs anciens fusils Berdan à un coup. Elles contactent l'entreprise Nagant et leur demandent de développer un nouveau fusil avec l'aide du colonel Sergueï Mossine. Le fusil, connu sous le nom de Mosin-Nagant (fusil à trois lignes) est fabriqué et adopté par les autorités russe en 1891.Cela mena ensuite à la création en 1895 du revolver Nagant M1895. 
Émile, qui devint progressivement aveugle, laissa son frère seul aux commandes de la société qui fut renommée « L. Nagant & Cie, Liège ». La société est dirigée ensuite par Charles Nagant (1863-1932) et Maurice Nagant (1866-1932), tous deux fils d'Émile. Elle fut liquidée en 1928 et la chaîne de fabrication des armes fut vendue à la Fabryka Broni Radom. Les bâtiments industriels étaient alors rachetés par la FN Herstal en 1929 puis revendus à l'armée belge.

## Production de voitures
Vers la fin du XIXe siècle, la société se lance dans la construction automobile. Après un prototype en 1896, le premier modèle en 1900 est une voiture sous licence du français Gobron-Brillié. La société réalisa sous licence des voitures de la firme française Rochet-Schneider de 1900 à 1927-1928. À partir de 1904, l'entreprise produit ses propres modèles. En 1928, la société est reprise par le concurrent belge Impéria.

### Modèles
| Modèle         | Année de construction | Cylindre | Capacité cm³       | Autre                                            | Illustration |
| -------------- | --------------------- | -------- | ------------------ | ------------------------------------------------ | ------------ |
| Prototyp       | 1896                  | 2        | 565                | Conçu par Raoul De Meuse                         |              |
| Gobron-Brillié | 1900–1904             |          |                    | Licence Gobron-Brillié                           |              |
| La Locomotrice | 1905–1913             | 4        | 6082               | Licence Rochet-Schneider, également appelé 24 CV |              |
| 24 CV          | 1907–1911             |          |                    |                                                  |              |
| 40 CV          | 1907–1911             |          |                    |                                                  |              |
| 14/16 CV       | 1909–1911             |          |                    |                                                  |              |
| 10/12 CV       | 1911–1913             | 4        | 1816               |                                                  |              |
| 35/45 CV       | 1911–1913             | 4        | 5295               |                                                  |              |
| 8000           | 1913–1914             | 4        | 1816               | également appelé 10/12 CV                        |              |
| 7000 I         | 1913–1914             | 4        | 3054               | également appelé 14/16 CV                        |              |
| 7000 II        | 1913–1914             | 4        | 3308               | également appelé 18/24 CV                        |              |
| 9000           | 1913–1914             | 4        | 3817               | également appelé 20/28 CV                        |              |
| 6000 I         | 1913–1914             | 4        | 4589               | également appelé 24/30 CV                        |              |
| 6000 II        | 1913–1914             | 4        | 5295               | également appelé 30/40 CV                        |              |
| 20/25 HP       | 1914–1914             | 4        | 4536               |                                                  |              |
| 2000           | 1919–1921             | 4        | 3016               |                                                  |              |
| 10 CV          | 1921–1922             | 4        | 1954               |                                                  |              |
| 15 CV          | 1921–1926             | 4        | 2121               | également appelé 1000 ou 1000 C                  |              |
| 11 CV          | 1922–1923             | 4        | 2001               | Successeur 10 CV                                 |              |
| 20 CV          | 1925–1928             | 6        | 2931               |                                                  |              |
| Ricardo        | 1926–1928             | 6        | 1981, 2200 et 2350 |                                                  |              |